# Fairy Tail: Hōō no Miko
Fairy Tail: Hōō no Miko(Fairy Tail: A Sacerdotisa de Fênix) É um filme de ação, aventura e fantasia, criado em 2012 pelo mangaká Hiro Mashima, sendo um filme-cannon do anime Fairy Tail.[carece de fontes?]

## Sinopse
Fairy Tail recebe um pedido do prefeito, com o objetivo de capturar Geese, um líder do grupo de bandidos. Natsu, Gray, Lucy e Elza, que estão ansiosos para a grande recompensa, partem para o local incluído no pedido. No entanto, por causa de um erro que Lucy fez, eles deixaram Geese escapar bem na frente de seus olhos. Com o pedido falido, Lucy, que está abatida, conhece uma garota misteriosa chamada Éclair e um estranho pássaro chamado Momon a caminho de casa. Éclair de alguma forma perdeu a memória, e a única coisa que ela lembra é que ela deve entregar a Pedra da Fênix em sua posse em algum lugar. Éclair, que não gosta de magia, não quer coopera com Lucy e seus amigos. Com os segredos sendo escondidos dentro da Pedra da Fênix, isso marca uma outra grande aventura para os magos de Fairy Tail.[carece de fontes?]